# Det gule legeme
Det gule legeme (latin: corpus luteum) er en kirtel, der dannes i kvindens æggestokke som en del af menstruationscyklus. Det gule legeme dannes af det som er tilbage af folliklen, når denne har givet slip på sin ægcelle ved ægløsningen. Ægget vandrer via æggelederne til livmoderen, men det gule legeme bliver tilbage i æggestokken.

## Funktion
Det gule legemes vigtigste funktion er at producere de kvindelige kønshormoner østrogen og progesteron. Disse sørger for, at livmoderslimhinden (forkortet "LMSH") vokser sig tyk og næringsrig og klar til at modtage et befrugtet æg (en zygote). Desuden forhindrer det, at der modnes flere æg gennem negativ feedback imellem østrogen og hormonet FSH (Follikel stimulerende hormon).
Der er to mulige scenarier for det gule legeme:
- Befrugtning af kvindes modnede æg
- Ingen befrugtning af kvindens modnede æg

### Befrugtning
Hvis ægget befrugtes (zygote), sætter det sig fast i den næringsrige LMSH, og derefter dannes moderkagen. Denne producerer hormonet HCG, der giver besked til det gule legeme om, at det skal fortsætte produktionen af østrogen og progesteron, og dermed opretholdes LMSH.

### Ingen befrugtning
Hvis ægget ikke befrugtes, dør og forsvinder det gule legeme langsomt i løbet af ca. 14 dage. Dette medfører – som følge af mangel på hormonerne, det gule legeme producerede – et enormt dyk i hormonniveau, og derfor frastødes LMSH – dette er menstruationen.
Desuden er der ikke længere noget, der hindrer produktion af FSH, da der ikke længere produceres østrogen, og dermed modnes et nyt æg, og menstruationscyklussen starter på ny.